# Pascal Clément
Pour les articles homonymes, voir Clément.
Pascal Clément, né le 12 mai 1945 à Boulogne-Billancourt et mort le 21 juin 2020 à Paris, est un homme politique français. Membre de l’UDF puis de l’UMP, il est notamment garde des Sceaux de 2005 à 2007.

## Biographie

### Famille et études
Pascal Clément-Fromentel, dit Pascal Clément, est le fils de Marcel Clément (1921-2005), philosophe, et de Claude Charbonnier.
Licencié en lettres et en droit, ancien élève de l'Institut d'études politiques de Paris, il a également suivi des études de philosophie à l'Institut de Philosophie Comparée.

### Carrière professionnelle
Pascal Clément travaille d'abord comme chef du service marketing de la société Rank Xerox, de 1971 à 1978. Il est ensuite avocat à la cour d'appel de Paris, à compter de 1982. Il est également juge suppléant, entre mai 1987 et mai 1988 puis juge titulaire, entre novembre 1992 et mai 1993, à la Haute Cour de justice.
Après son départ du ministère de la justice, il reprend ses activités d'avocat. Il a notamment travaillé pour Vivendi qu'il conseille sur son 4e procès portant sur l'époque Messier (à New York),.
Député de la Loire de 1978 à 1993, puis de 1995 à 2005, il est réélu de 2007 à 2012 et redevient avocat peu de temps après sa réélection en intégrant le cabinet Orrick Rambaud Martel.
Pascal Clément a interprété le rôle de l'ambassadeur de France à Cuba dans le 4e épisode du téléfilm Affaires étrangères diffusée sur TF1 le 3 janvier 2013.

### Parcours politique
En 1970, Pascal Clément devient trésorier national des Jeunes républicains indépendants, puis de 1971 à 1976, il est vice-président de ce mouvement.
De juin 1978 à septembre 1982, il est secrétaire national du Parti républicain, chargé de l'aménagement du territoire.
En 1990, lors du vote de la Loi Gayssot, il se présente comme un opposant à cette dernière au Sénat.
De 1995 à 2000, il est secrétaire général de Démocratie libérale et devient président de ce parti en 2001,,.
Son parcours parlementaire commence en 1978 comme député de la Loire pour la 6e circonscription, où il est constamment réélu depuis. En 1981, il milite pour l'irrecevabilité du projet de loi de Robert Badinter, alors garde des sceaux, afin de supprimer la peine de mort en France. Selon lui, l'abolition ne peut se faire que dans le cadre d’une réforme du code pénal et de l’échelle des peines. Le jeune député déclare également à la tribune de l'Assemblée nationale : « Nous [le groupe UDF] aurions souhaité qu’un sujet de cet ordre soit soumis au verdict populaire. La réalité, c’est le meurtre, les victimes, le criminel qui, loin d’être touché par la grâce et de s’amender, récidive. Notre devoir, (...) c’est de répondre à la légitime exigence de la société qui entend être défendue. (...) Au nom de quelle logique (...) n’aurions-nous pas le droit de défendre la société contre l’individu qui l’agresse (...) en allant même, s’il le faut, jusqu’à lui ôter la vie ? (...) La société a donc le droit de donner la mort pour se défendre ». En 2007, alors devenu ministre de la Justice, Pascal Clément présente devant le Parlement le projet de loi constitutionnelle relatif à l'interdiction de la peine de mort qui propose d'ajouter au titre VIII de la Constitution que « Nul ne peut être condamné à la peine de mort ».
En 1986, il préside la commission d'enquête de l'Assemblée nationale sur l'affaire Malik Oussekine, Emmanuel Aubert en étant le rapporteur.
Lors de son avant-dernier mandat, commencé le 16 juin 2002, il préside la commission des lois de l'Assemblée nationale et est notamment rapporteur de la loi sur la laïcité.
Pascal Clément est ministre délégué aux Relations avec l'Assemblée nationale dans le gouvernement d'Édouard Balladur de 1993 à 1995. C'est à cette époque qu'il devient « Clément-Fromentel » à l'état civil. Président du Conseil général de la Loire de 1994 à 2008, Pascal Clément est nommé garde des Sceaux et ministre de la Justice, du 2 juin 2005 au 17 mai 2007. En tant que tel, il défend le projet de loi sur la récidive, qui accouche de la loi de décembre 2005 sur la récidive, instaurant le placement sous surveillance électronique mobile (ou PSEM) et étendant le périmètre d'action du FIJAIS (rebaptisé pour la circonstance) ainsi que du FNAEG (fichier ADN). Pascal Clément s'oppose toutefois à la volonté de Nicolas Sarkozy d'instaurer les peines-plancher, qui sont donc exclues de la loi de 2005. Il propose d'imposer le port du bracelet électronique aux délinquants sexuels condamnés à un minimum de cinq ans de prison après leur sortie de prison, demandant de plus que cette mesure soit rétroactive et s’applique aux délinquants sexuels déjà condamnés. Conscient du « risque d’inconstitutionnalité », il demande aux parlementaires de gauche de ne pas faire de recours au Conseil constitutionnel. Cette demande lui vaut de vives critiques des syndicats de magistrats, de parlementaires et de Pierre Mazeaud, alors président du Conseil constitutionnel. Il reste réfractaire à la demande de création d'un observatoire de la récidive, faite par plusieurs chercheurs et juristes, créant une commission par voie réglementaire, qui dépose son rapport quelques jours avant les débats sur la loi Dati de 2007.
Conjointement avec Nicolas Sarkozy, retourné à l'Intérieur dans le gouvernement de Villepin formé à la suite du « non » au référendum du 29 mai 2005 sur le TCE, il signe la circulaire du 21 février 2006 sur les conditions d'interpellation d'un étranger en situation irrégulière, qui conduit les associations de défense de ces étrangers à évoquer des « rafles ».
Son passage à la Chancellerie est marqué par l’instauration du bracelet électronique, la création du dispositif « Alerte-Enlèvement » et une réforme de la procédure pénale faisant suite au fiasco de l’affaire d’Outreau.
Aux cantonales de mars 2008, il est battu dans son canton de Néronde et quitte son poste de président du Conseil général de la Loire.

### Vie privée
Pascal Clément a été marié à Laure de Choiseul-Praslin, magistrate et conseillère d'État en service extraordinaire, elle dirigea de mai 2005 à avril 2009 l'agence française de l'adoption. Il est père de quatre enfants.

### Mort
Pascal Clément meurt le 21 juin 2020 à l'hôpital parisien de la Pitié Salpêtrière des suites d'une infection pulmonaire.

## Détail des mandats et fonctions

### Au gouvernement
- 30 mars 1993 – 11 mai 1995 : ministre délégué aux Relations avec l'Assemblée nationale (gouvernement Édouard Balladur).
- 2 juin 2005 – 15 mai 2007 : garde des Sceaux, ministre de la Justice (gouvernement Dominique de Villepin).

### À l’Assemblée nationale
- 3 avril 1978 – 22 mai 1981 : député de la 6e circonscription de la Loire.
- 2 juillet 1981 – 1er avril 1986 : député de la 6e circonscription de la Loire.
- 2 avril 1986 – 14 mai 1988 : député de la Loire (scrutin de liste proportionnel à un tour).
- 6 juin 1988 – 1er avril 1993 : député de la  6e circonscription de la Loire.
- 2 avril 1993 – 1er mai 1993 : député de la 6e circonscription de la Loire (démission pour cause de nomination ministérielle).
- 18 juin 1995 – 21 avril 1997 : député de la 6e circonscription de la Loire.
- 1er juin 1997 – 16 juin 2002 : député de la 6e circonscription de la Loire.
- 16 juin 2002 – 2 juin 2005 : député de la 6e circonscription de la Loire (démission pour cause de nomination ministérielle).
- 16 juin 2002 – 2 juin 2005 : président de la commission des lois à l'Assemblée nationale (démission pour cause de nomination ministérielle).
- 17 juin 2007 – 19 juin 2012 : député de la 6e circonscription de la Loire.

### Au niveau local
- 13 mars 1977 – 18 mars 2001 : maire de Saint-Marcel-de-Félines.
- 18 mars 2001 – 16 mars 2008 : conseiller municipal de Saint-Marcel-de-Félines.
- 22 mars 1982 – 16 mars 2008 : conseiller général de la Loire, élu dans le canton de Néronde.
- 22 mars 1982 – 27 mars 1994 : vice-président du conseil général de la Loire.
- 28 mars 1994 – 16 mars 2008 : président du conseil général de la Loire.
- 27 décembre 1993 – 9 mars 2008 : président de la communauté de communes de Balbigny.

## Décorations
- Chevalier de la Légion d'honneur (25 mars 2016)[15].
- Officier de l'ordre de Saint-Charles de Monaco (par ordonnance souveraine du 17 novembre 2011), en tant que président du groupe d'amitié France-Monaco à l’Assemblée nationale[16].

## Ouvrages
- Les Partis politiques minoritaires aux États-Unis, Éditions de la Table Ronde, 2000 (ISBN 2710323850).
- Persigny, L'homme qui a inventé Napoléon III, Éditions Perrin, 2006 (ISBN 2-262-02493-6).
- La VIe République ou la Confusion des esprits, Éditions Michalon, 2007 (ISBN 9782841863884).